# 椿泉
椿泉（？年12月11日—）是日本女性漫画家，埼玉縣出身，以《拇指羅曼史》獲得第28回（2003年）白泉社雅典娜新人大賞的「新作優秀者賞」。雙胞胎妹妹古賀よしき也是漫画家。

## 作品
- 原名（2002年、花與夢）
- 拇指羅曼史、全9冊、原名《親指からロマンス》（2003年－2007年、花與夢）
- 王樣老師、全29冊、原名《俺様ティーチャー》（2007年－2020年、花與夢）
- 月刊少女野崎同學、12冊待續、原名《月刊少女野崎くん》（2011年－連載中、GANGAN ONLINE）

## 外部連結
- （日語）